# Джозеф Ерлангер
Джо́зеф Е́рлангер (англ. Joseph Erlanger; 5 січня, 1874, Сан-Франциско, США — 5 грудня, 1965, Сент-Луїс, Міссурі, США) — американський фізіолог, лауреат Нобелівської премії з фізіології або медицини в 1944 у (спільно з Гербертом Гассером) «за відкриття, що мають відношення до високодиференційованих функцій окремих нервових волокон».